# Signe Hasso
Signe Hasso (Signe Eleonora Cecilia Larsson) (Stockholm, 1915. augusztus 15. – Los Angeles, 2002. június 7.) svéd-amerikai színésznő.

## Fiatalkora
1915. augusztus 15-én született Stockholm Kungsholmen nevű kerületében. 12 éves korában, 1927-ben debütált a színpadon Királyi Drámai Színházban.

## Karrierje
1933-ban kapott lehetőséget először filmvásznon a  Tystnadens hus című svéd produkcióban, melynek rendezője a német Harry Hasso volt, akihez később feleségül ment. 1940-ben az Egyesült Államokba költözött, az RKO Pictures szerződtette abban a reményben, hogy ő lesz az új Greta Garbo. Egy évvel később elvált Harry Hassotól.
Első jegyzettebb szerepét 1943-ban kapta az Ernst Lubitsch rendezte Heaven Can Waitben. A '40-es években még olyan hollywoodi sikerfilmekben játszott, mint A hetedik kereszt (1944), Johnny Angel (1945) vagy a Kettős élet (1947).
Az '50-es években sikeres pályafutása elakadt. 1957-ben fia - és egyetlen gyermeke - autóbalesetben életét vesztette. Attól kezdve felváltva filmezett Svédországban és lépett fel New York-i színpadokon. Hollywoodba csak az 1960-as évek közepén tért vissza.
Késői éveiben dalszerző és írói munkásságáért nyert elismerést, többek között svéd népdalokat fordított angolra. 1977-ben megírta első regényét Momo címmel, mely egy gyermekről szól, aki a két világháború között él Stockholmban. Utolsó filmjét 2000-ben forgatta One Hell of a Guy címmel.
A filmiparban betöltött helyének köszönhetően csillagja megtalálható a Hollywood Walk of Fame-en.

## Halála
2002. június 7-én, 86 éves korában hunyt el Los Angelesben. Halálát tüdőgyulladás okozta.

## Fontosabb filmjei
- 1943: Heaven Can Wait – Mademoiselle
- 1944: A hetedik kereszt (The Seventh Cross) – Antonia
- 1945: Ház a 92-ik utcában (The House on the 92nd Street) – Elsa Gebhardt
- 1945: Johnny Angel – Paulette Girard
- 1947: Kettős élet (A Double Life) – Brita
- 1950: Ilyesmi itt nem fordulhat elő többé (Sånt händer inte här) – Vera
- 1950: Válság (Crisis) – Isabel Farrago
- 1976: Sherlock Holmes New Yorkban  (Sherlock Holmes in New York) – Reichenbach kisasszony
- 1977: Nem ígértem neked rózsakertet (I Never Promised You a Rose Garden) – Helene

## Fordítás
- Ez a szócikk részben vagy egészben  a   Signe_Hasso című angol Wikipédia-szócikk fordításán alapul.  Az eredeti cikk szerkesztőit annak laptörténete sorolja fel. Ez a jelzés csupán a megfogalmazás eredetét és a szerzői jogokat jelzi, nem szolgál a cikkben szereplő információk forrásmegjelöléseként.